# Žutokljunac
Žutokljunac je hrvatska dječja emisija koja se emitirala na Drugom programu HRT-a.

## Koncept emisije
Emisija se originalno emitirala od 2004. do 2008. godine na Drugom programu HRT-a od ponedjeljka do petka od 8:00 do 9:00. "Žutokljunac" je bio među gledanijim dječjim emisijama u svoje vrijeme. 2019. vraćena je na program Drugom programu HRT-a od ponedjeljka do petka od 7:00 do 9:30.

## Voditelji
- Marko Hergešić kao Marko
- Jelena Hadži-Manev kao Jelena
- Slavko Sobin kao Slavko
- Ivana Macan kao Ivana
- Dušan Bućan kao Žutokljunac (glas)

### Bivši voditelji
- Antonija Stanišić kao Antonija
- Sunčana Zelenika Konjević kao Sunčana "Sunčica"
- Saša Buneta kao Saša
- Franjo Dijak kao Franjo
- Igor Mešin kao Žutokljunac (glas)
- Branko Meničanin kao Žutokljunac (glas)
- Davor Svedružić kao Žutokljunac (glas)

## Uvodna glazba
- Autor glazbe Tihomir Preradović
- Autor stihova Arjana Kunštek

Emisija je počinjala pjesmom "Žutokljunac":

## Zanimljivosti
U emisiji je gostovao Bembo, popularan lik iz Dizalice.

## Vanjske poveznice
- Žutokljunac  Arhivirana inačica izvorne stranice od 21. studenoga 2017. (Wayback Machine) Leksikon radija i televizije, HRT